# (36551) 2000 QR101
2000 QR101 (asteroide 36551) é um asteroide da cintura principal. Possui uma excentricidade de 0.04114360 e uma inclinação de 9.81206º.
Este asteroide foi descoberto no dia 28 de agosto de 2000 por LINEAR em Socorro.